# 孤星計劃
《孤星计划》（英語：Burning Star，原名《盗火者》、《星辰大海》）是一部2024年中國諜報懸疑片，由徐展雄執導，余曦、黃葦、徐展雄擔任編劇，王源、張雪迎、梁靖康、李晨、印小天、張曉晨、韓童生主演，2024年12月7日上映。

## 劇情
在1927年四一二事件前后危機四伏的上海灘，盜火者深入黑暗，保護星星點點的火種傳遞至新世界。

## 演員陣容
- 王源 飾 李一民
- 張雪迎 飾 丁梦华
- 梁靖康 飾 許天平
- 李晨 飾 侯少烈
- 印小天 飾 章貴生
- 張曉晨 飾 许佑群
- 佟夢實 飾 瞿秋白
- 陳雨鍶 飾 楊之華
- 翟瀟聞 飾 羅世聞
- 李嘉鑫 飾 周文素
- 韓童生 飾 白总指挥
- 余皑磊 飾 许任潮
- 董勇 飾 李大钊
- 此沙 飾 江岳
- 张晓晨 飾 夏佑群
- 王莎莎
- 曹骏
- 马泰 飾 巴雷特

## 外部連結
- 豆瓣电影上《孤星計劃》的資料 （简体中文）
- 《電影孤星計劃》的新浪微博
- 抖音-電影孤星計劃 （页面存档备份，存于）
- 互联网电影数据库（IMDb）上《孤星計劃》的资料（英文）
- 1905电影网上《孤星計劃》的资料（简体中文）
- 时光网上《孤星計劃》的資料（简体中文）